# Eye II Eye
Eye II Eye ist das vierzehnte Studio-Album der deutschen Hard-Rock-Band Scorpions und wurde im Frühjahr 1999 veröffentlicht. Aufgrund eines extremen Stilwandels und einer neuen, elektro-poppigeren Ausrichtung wurde dieses Album sowohl von Kritikern als auch von den Fans äußerst kritisch aufgenommen. Unter allen Alben der Band gilt dieses im Allgemeinen als das musikalisch schwächste. Es war außerdem das erste Studio-Album mit James Kottak am Schlagzeug, der sich bei dem bis heute einzigen deutschsprachigen Lied der Band „Du bist so schmutzig“ auch als Songwriter für die englischen Strophen beteiligte.

## Produktion
Nach einer langen Phase der großen Erfolgsalben wie Love At First Sting, Blackout oder dem Lied Wind of Change sahen sich die Scorpions ab Mitte der 1990er Jahre mit der Situation konfrontiert, dass die Verkaufszahlen ihrer Alben stetig zurückgingen, und so standen sie vor der Frage: „Aufhören oder mal etwas völlig Neues ausprobieren?“ Sie kamen mit dem austroamerikanischen Produzenten Peter Wolf, dem Komponisten der Filmmusik für Top Gun, zusammen, der der Band einen neuen Sound und Look verpasste. Auf dem Album experimentieren die Scorpions zum Beispiel mit Drumloops und anderen elektronischen Spielereien.

## Albumcover
Besonders an dem Cover war, dass auf der Vorderseite nur die drei Ur-Mitglieder Rudolf Schenker, Matthias Jabs und Klaus Meine abgebildet waren und nicht die gesamte Band, zudem zeigte sich beispielsweise Klaus Meine ohne seine zum Trademark gewordene Mütze. Auch die Fotos im Innern des Booklets zeigen die Musiker in einem neuen, edleren Look.

## Stil, Verkauf, Kritik
Auf dem Album sind zum ersten Mal nicht, wie bei der Band üblich, 9 bis 11 Tracks, sondern 14 Musikstücke enthalten. Neben harten, deutlich groovebetonteren Liedern als sonst finden sich auch einige Balladen. Auffällig ist, dass Meine bei einigen Songs deutlich tiefer singt und insgesamt einen größeren Stimmumfang anbietet als sonst gewohnt. Auch das Songwriting ist deutlich verändert und persönlicher; so geht es im Titeltrack um den Tod seines Vaters.
Das Album wurde von der Kritik gemischt aufgenommen und von vielen Fans als schlechtestes Album der Scorpions bezeichnet. Matthias Jabs nannte es in einem Interview selber einmal „den besten Fehler, den wir machen konnten“. Die nachfolgenden Studioalben Unbreakable und Humanity – Hour I entsprachen deutlich mehr dem gewohnten Sound der Band.
In den deutschen Albumcharts erreichte das Album Platz 6. Es verkaufte sich bis jetzt weltweit über 1.000.000-mal.

## Titelliste
1. Mysterious – 5:28
2. To Be No. 1 – 3:57
3. Obsession – 4:09
4. 10 Light Years Away – 3:52
5. Mind Like a Tree – 5:34
6. Eye to Eye – 5:04
7. What U Give U Get Back – 5:02
8. Skywriter – 4:55
9. Yellow Butterfly – 5:44
10. Freshly Squeezed – 3:58
11. Priscilla – 3:17
12. Du bist so schmutzig (und doch so schön) – 3:55
13. Aleyah – 4:19
14. A Moment in a Million Years – 3:38

### Bonustrack Japan
1. You and I (Butcher Radio Remix) – 4:02

## Single-Auskopplungen
Als erste Single erschien der Titel To Be No. 1. Als weitere Singles folgten 10 Light Years Away, Eye to Eye, Mysterious und Aleya.

## Andere Songversionen
Das Lied Start Me Up, das 1999 als B-Seite der Single 10 Light Years Away erschien, ist eine komplett englische Fassung des hier überwiegend auf Deutsch interpretierten Liedes Du bist so schmutzig (und doch so schön). Das Lied A Moment in a Million Years wurde für das Musikvideo in einer neuen Version interpretiert, an deren Ende das Schlagzeugspiel von Kottak einsetzt. Diese Version ist bislang auf keinem offiziellen Tonträger der Gruppe veröffentlicht worden.